# شرکت برق اسرائیل

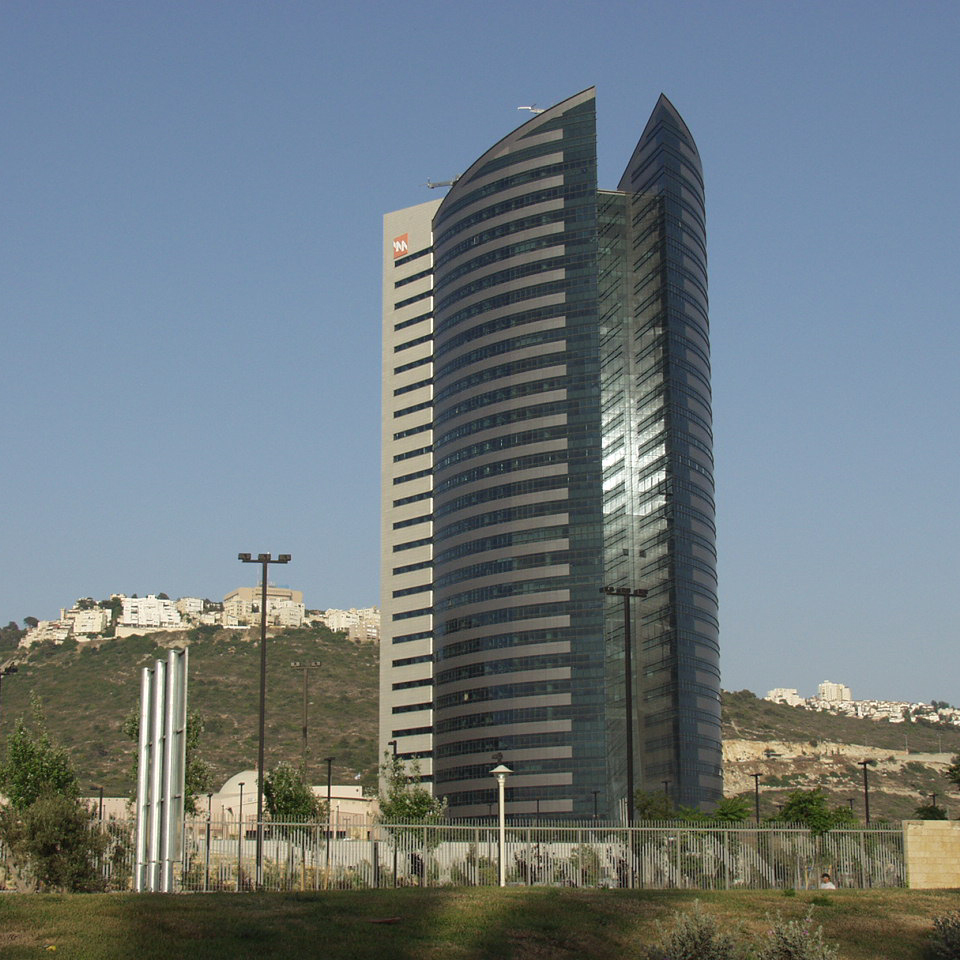
نمایی از برج کمپانی شرکت برق اسرائیل در حیفا - ۲۰۰۶

شرکت برق اسرائیل در سال ۱۹۲۳ تأسیس شد نام ابتدایی آن در موقع تأسیس شرکت برق فلسطین بود این شرکت اندی پس از استقلال اسرائیل تغییر نام داد . شرکت برق اسرائیل هم در اسرائیل و هم در مناطق فلسطینی فعالیت می‌کند و به ۲.۳ میلیون مشترک خدمات می‌دهد.